# Orlando Sánchez
Orlando Emilio Sánchez Caminero (Nagua, 26 maggio 1988) è un cestista dominicano con cittadinanza spagnola.

## Carriera
Con la Rep. Dominicana ha disputato i Campionati mondiali del 2014 e due edizioni dei Campionati americani (2011, 2015).